# کاپیتان (فیلم ۲۰۲۲)
کاپیتان یک فیلم هیولایی و علمی-تخیلی هندی به زبان تامیلی محصول سال ۲۰۲۲ به نویسندگی و کارگردانی شاکتی سوندار راجان است. آریا، آیشواریا لکشمی و سیمران در این فیلم نقش آفرینی می‌کنند. این فیلم از فیلم آمریکایی غارتگر (فیلم ۱۹۸۷) ساخته جان مک‌تیرنان الهام گرفته شده‌است.
این فیلم در تاریخ ۸ سپتامبر ۲۰۲۲ در سینماها اکران شد. این فیلم با نقدهای متفاوت تا منفی از سوی منتقدان و تماشاگران همراه با تحسین برای اجرای آریا، موسیقی متن، موسیقی متن، فیلمبرداری، مفهوم و برخی بازیگران، اما نقدهایی برای داستان، فیلمنامه، و کارگردانی آن دریافت کرد.